# Rhabdomastix (Rhabdomastix) trichiata
Rhabdomastix (Rhabdomastix) trichiata is een tweevleugelige uit de familie steltmuggen (Limoniidae). De soort komt voor in het Australaziatisch gebied.